# Зурмала
Зурмала (узб. Zurmala) — буддийская ступа, памятник архитектуры I—II веков, расположенный в Сурхандарьинской области Узбекистана на юго-востоке от Термеза. Ступа около Старого Термеза была первой буддийской структурой, найденной на территории Центральной Азии. Форма ступы символизирует паринирвану.
В настоящее время входит в список материального культурного наследия Узбекистана республиканского значения.

## История
Зурмала является памятником архитектуры на юго-востоке от Термеза, представляет собой буддийское сооружение кушанского царства. Археолог Александр Стрелков, исследовавший башню в 1927 году, предположил, что это буддийская ступа. Однако это утверждение было подтверждено лишь спустя полвека при раскопках под руководством Галины Пугаченковы. В результате археологических исследований памятника, сделано предположение, что его высота 13 метров, имеющий в диаметре 14,5 метров. Памятник прямоугольной формы (22 х 16 метров) и построен из сырцового кирпича в виде цилиндрической башни, увенчанной куполом с барельефными скульптурами. Во время раскопок обнаружено множество досок длиной до 3-х метров. Предположительно ступа снаружи была облицована красным обожженным кирпичом и каменными блоками со сценами из буддийской мифологии.
Стороны ступы Зурмала идеально совмещены с четырьмя кардинальными точками компаса. Цилиндрическое тело ступы составляет 14,5 метра в диаметре и 13 метров в высоту от основания. Очевидно, что переход от кирпичной кладки к сферическому верху. Археологически доказано, что платформа ступы была покрыта известняком из мергеля. У подножия строения археологи обнаружили несколько каменных блоков и профильных контрфорсов. Неизвестно, является ли ступа частью храмового комплекса или просто одинокой структурой.
Зурмала от времени сильно пострадала, но по-прежнему производит сильное впечатление от искусства мастеров. По исследованиям археологов, первоначально общая высота здания превышала 16 метров. Башня время от времени сильно повреждалась. Не сохранилось несколько основных деталей, характерных для буддийских ступ: башню должна была венчать специальная камера для хранения реликвий (священных текстов, статуэток или частиц мощей самого будды), над ней возвышался жезл, на котором в свою очередь были прикреплены «зонтики почета» — символы благородства и просветления Будды.
Она выложена необработанным квадратным кирпичом, шириной около 33 сантиметров. Все кирпичи имеют характерный знак в виде черточки и двух впадин. Известно, что такие кирпичи использовались в Бактрии только во время кушанского царства. Позже их заменили прямоугольными кирпичами. По подсчетам ученых, на строительство ступы понадобилось почти 1 200 000 кирпичей.
В 2012 году в районе буддийской ступы Зурмала был обнаружен целый ряд уникальных находок. В частности три скульптурные композиции в камне. Две из них были найдены местными жителями (барельеф с фигурами адорантов и рельеф с шествующим буддой), а третья была обнаружена в результате работ французской археологической миссии в Узбекистане также с изображением двух фигур буддийской иконографии. Все находки сегодня украшают залы Музея археологии в Термезе.